# Nakamun Lake
Nakamun Lake är en sjö i Kanada.   Den ligger i provinsen Alberta, i den centrala delen av landet, 2 900 km väster om huvudstaden Ottawa. Nakamun Lake ligger 680 meter över havet. Arean är 2,9 kvadratkilometer. Den sträcker sig 1,8 kilometer i nord-sydlig riktning, och 4,5 kilometer i öst-västlig riktning.
Omgivningarna runt Nakamun Lake är en mosaik av jordbruksmark och naturlig växtlighet. Runt Nakamun Lake är det mycket glesbefolkat, med 2 invånare per kvadratkilometer.